# Суярко Дмитро Олегович
Суярко Дмитро Олегович (22 жовтня 1996, с. Вертіївка на Чернігівщині)  — український лижник, біатлоніст. Майстер спорту України, учасник паралімпійских ігор у Пхьончхані, Південна Корея, переможець Етапу Кубка світу 2017 року в Кореї, неодноразовий призер етапів Кубка світу та чемпіонатів України, спортсмен-інструктор Національного комітету спорту інвалідів України.

## Походження та навчання
Дмитро Суярко народився 22 жовтня 1996 року в селі Вертіївка Чернігівської області. Має вади зору.
З 2014 року навчається на факультеті фізичного виховання, Національний університет «Чернігівський колегіум» імені Т. Г. Шевченка

## Спортивна кар'єра
У передостанній день етапу Кубка світу з лижних гонок та біатлону, що проходив у середині грудня 2016 року у фінському місті Вуокаті Дмитро Суярко виборов бронзову медаль у змаганнях В1-3 серед чоловіків.
Дмитро Суярко переміг також на Етапі Кубка світу 2017 року в Кореї.
Указом Президента України йому була призначена стипендія у розмірі 7 тисяч гривень.

### Участь у Параолімпіаді 2018
Спортсмен дебютував на паралімпійских іграх у Пхьончхані, Південна Корея 10 березня 2018 року. У біатлонній гонці на 7,5 кілометрів серед спортсменів з вадами зору він був шостим..
Дмитро через вади зору виступає зі спортсменом-лідером Василем Потапенко — неодноразовим чемпіоном та призером чемпіонатів України з біатлону, Майстром спорту України.
В університеті після Параолімпійських ігор 2018

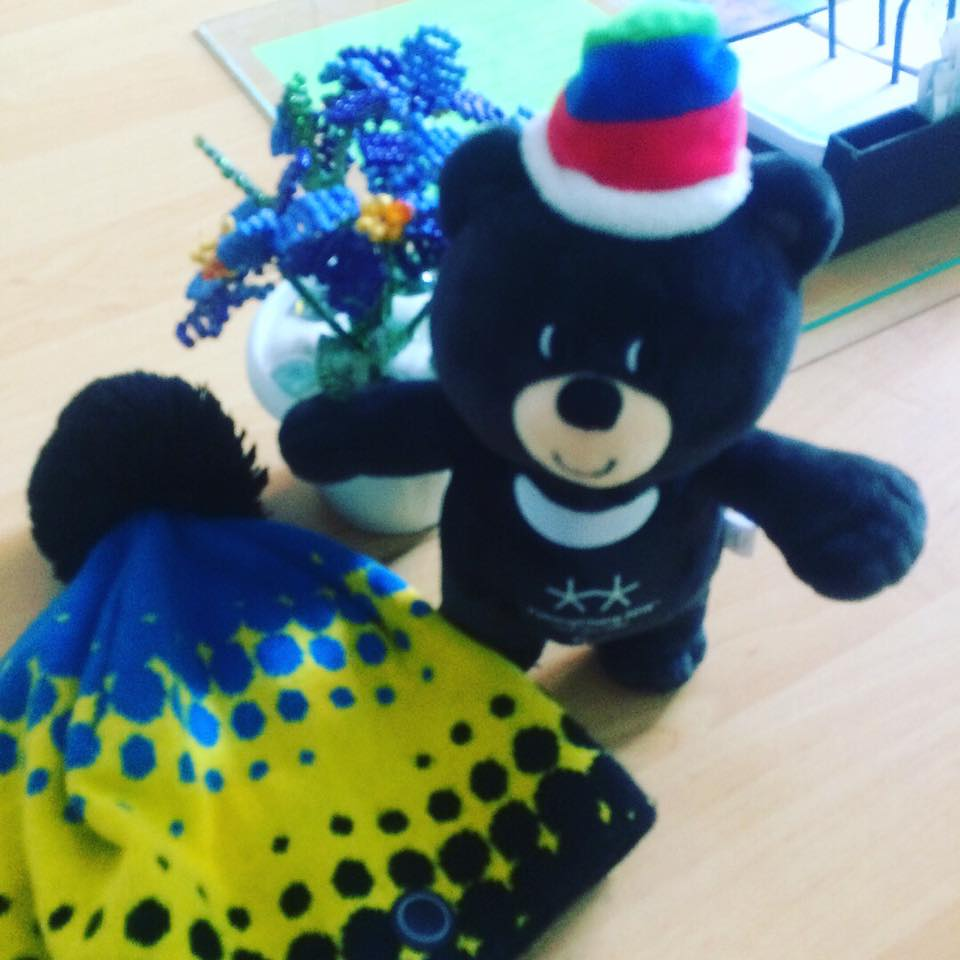
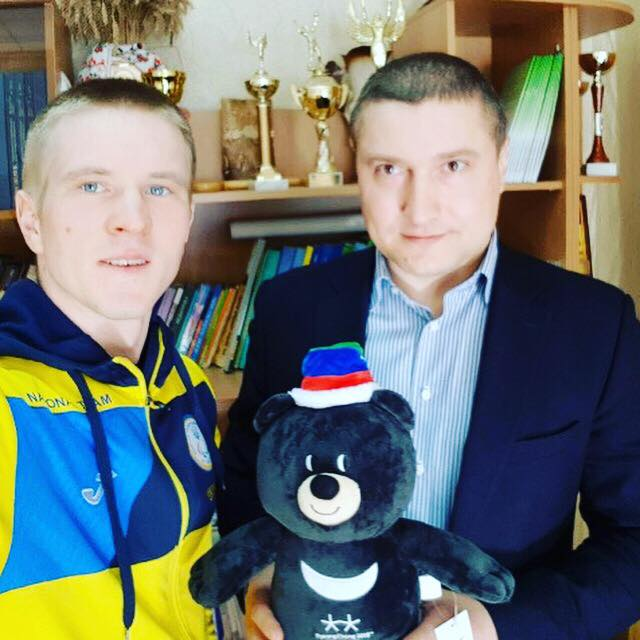
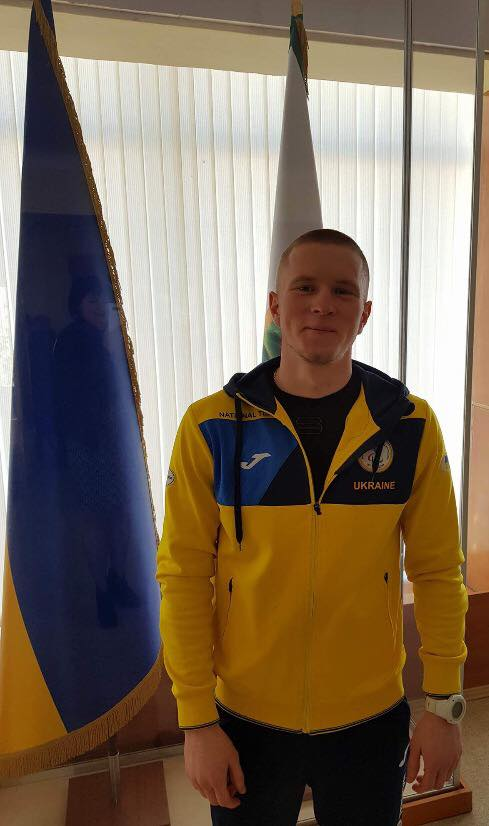
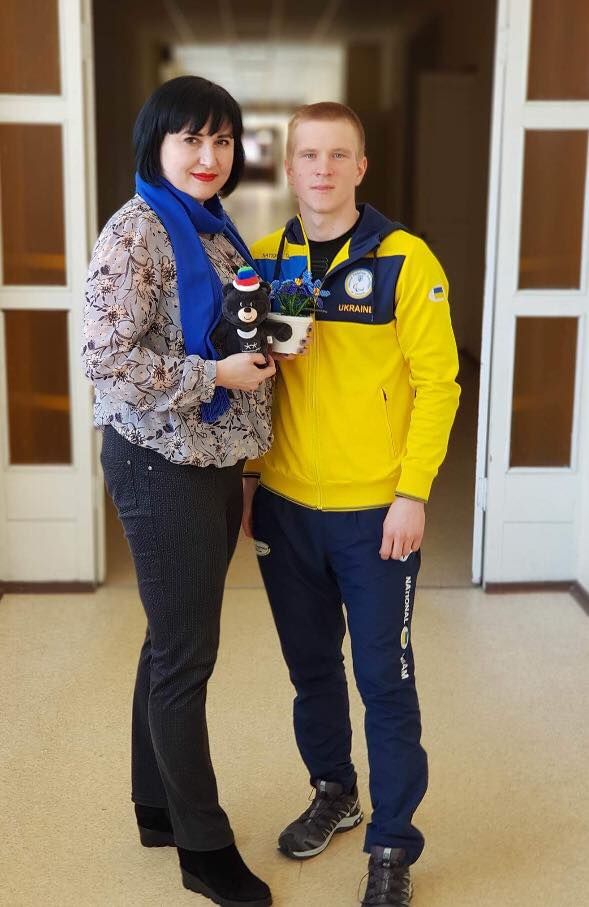

### З Пхьончхана до Alma Mater, зустріч в університеті 3 квітня 2018 року

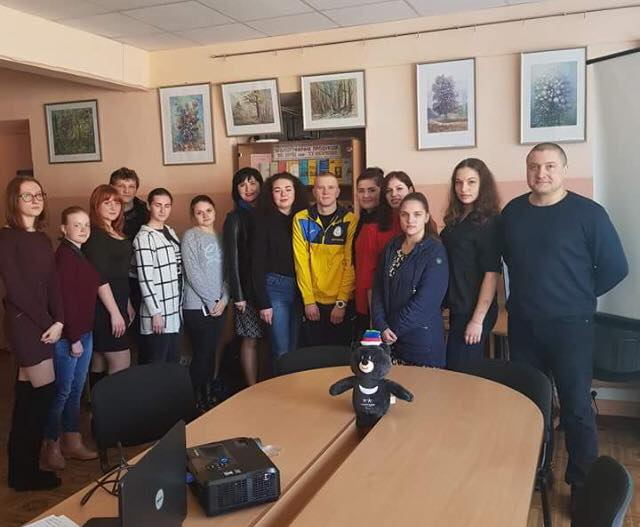
З учасниками зустрічі: З Пхьончхана до Alma Mater

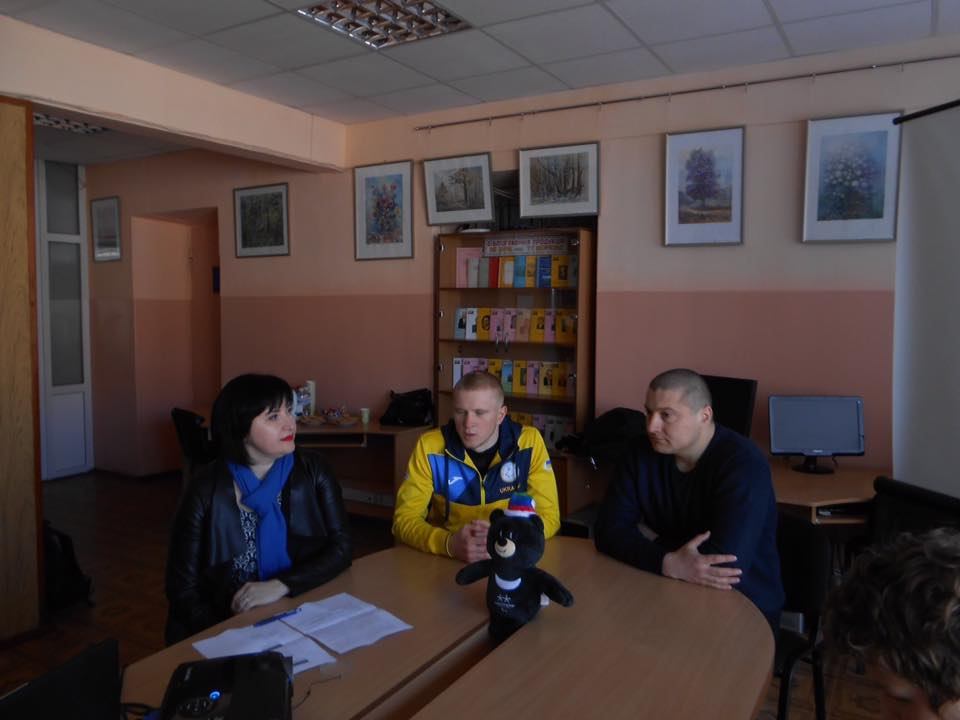
Козерук Юлія, Суярко Дмитро, Гаркуша Сергій

3 квітня 2018 року о 13:00 за ініціативи громадської організації «Вектор Плюс» у читальній залі Наукової бібліотеки Національного університету «Чернігівський колегіум» ім. Т. Г. Шевченка в рамках студії «Здоров'я та краса» відбулася зустріч зі студентом факультету фізичного виховання − Суярко Дмитром, учасником Паралімпійскіх ігор 2018 року.
Дмитро Суярко — переможець Етапу Кубка світу 2017 року в Кореї, неодноразовий призер етапів Кубка світу та чемпіонатів України, Майстер спорту України.
Дмитро розповідав, що хоч і не має цього року медалі, проте здобув неоціненний досвід. Спортсмен працює лише півтора року зі своїм гайдом Василем Потапенком. Співпраця була успішна, каже спортсмен, проте треба ще попрацювати над виправленням помилок. Адже адаптація до іншого часового поясу проходила досить жорстко. Окрім цього значно виросла конкуренція на іграх. Тому наступного разу до Паралімпіади 2022 р. чернігівець готуватиметься ще більше.
Кульмінацією зустрічі стала відверта розмова з гостем про його успіхи у спорті волю до перемоги, натхнення, мрії та майбутні плани. Присутні мали змогу не тільки побачити, але й відчути, що означає бути спортсменом, дізналися більше про режим тренувань і особливості підготовки до змагань.
Після завершення зустрічі учасники мали змогу індивідуально поспілкуватись зі спортсменом, а також сфотографуватися.

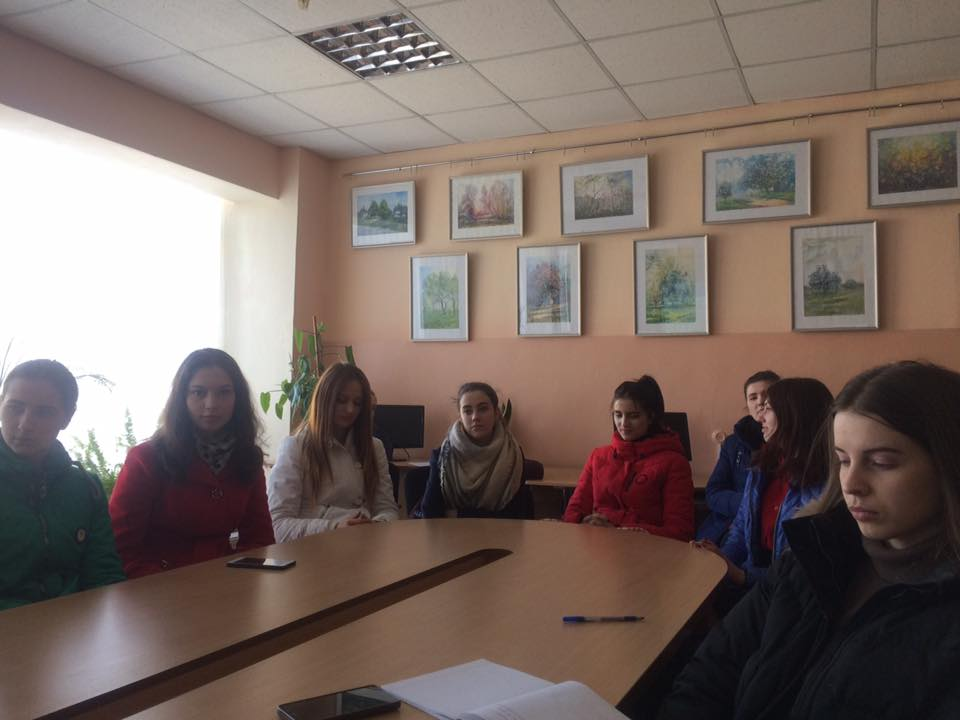
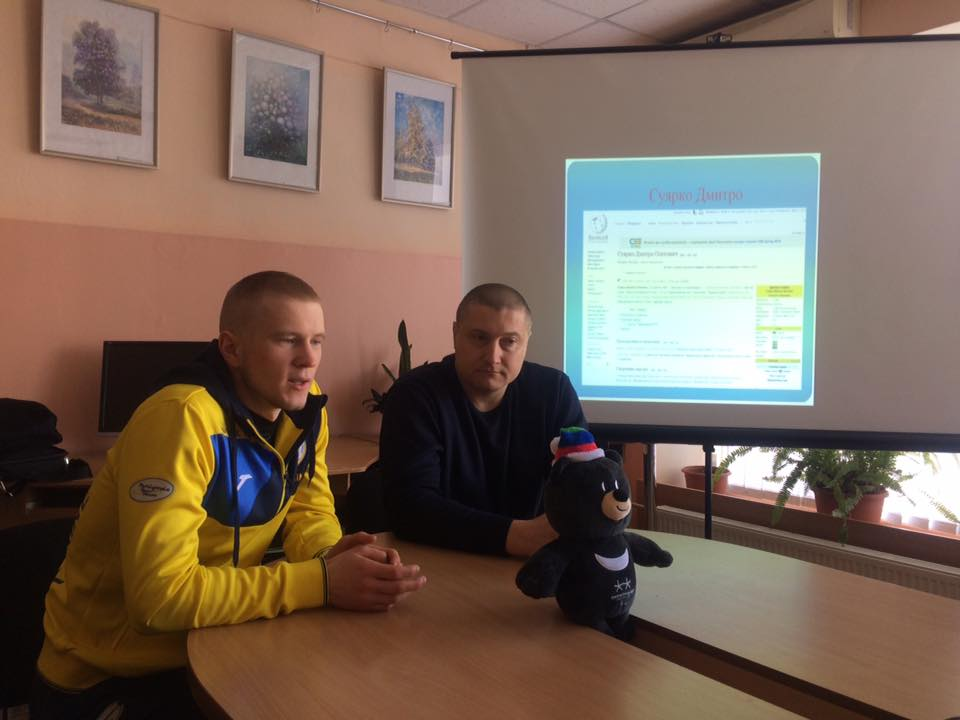
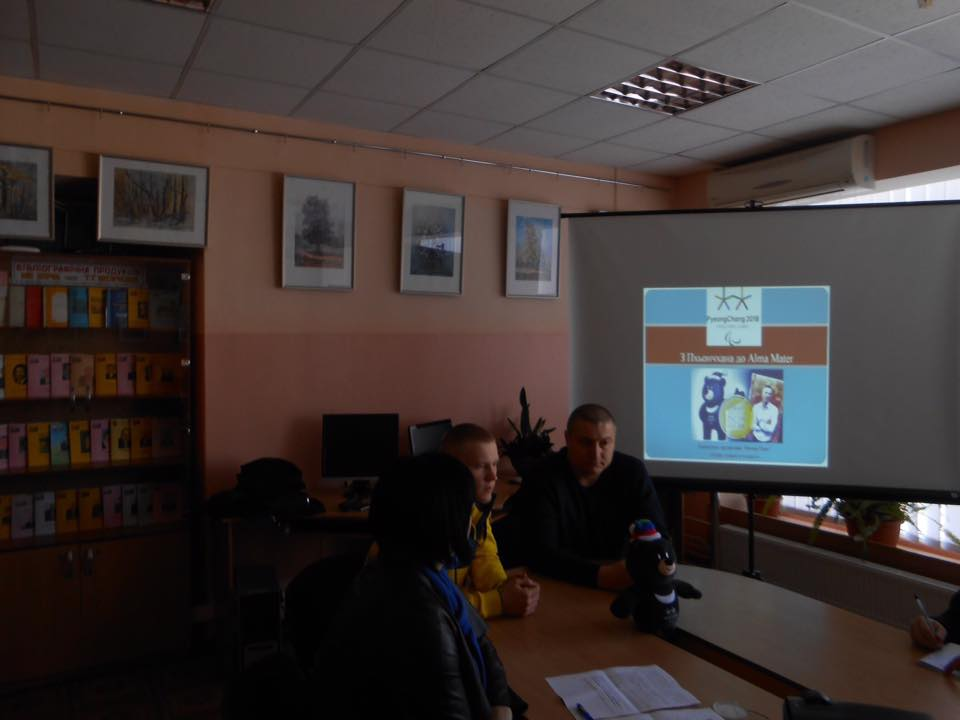
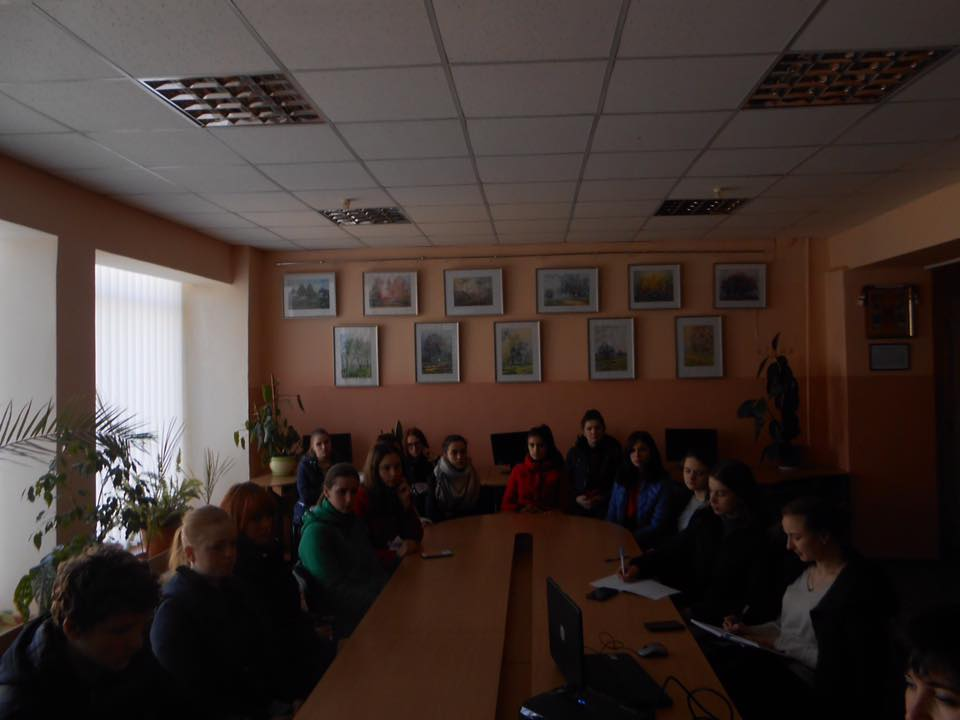
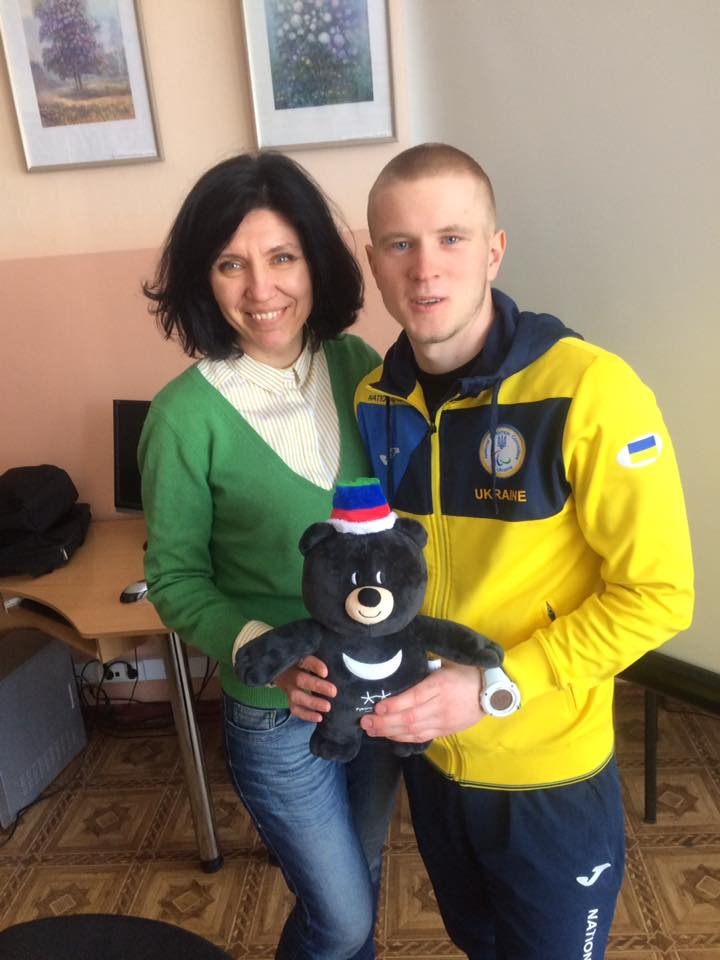